# Poulette de Nahan
Ptilopachus nahani
Espèce
Statut de conservation UICN

 VU B2ab(ii,iii,v) : Vulnérable
La Poulette de Nahan (Ptilopachus nahani) est une espèce d'oiseaux galliformes de la famille des Odontophoridae.

## Distribution
La répartition est très fragmentée en petites poches dans le nord-est du Zaïre (aires séparées par les rivières Aruwimi, Nepoko et Semliki), dans l’ouest et le centre-est de l’Ouganda (forêts  de Bugoma, Budongo et Mabira). De récentes observations font état de sa disparition apparente de la forêt de Kibale (Hennache & Ottaviani 2011).

## Habitat
La poulette de Nahan est inféodée à la forêt primaire dense entre 1 000 et 1 400 m d’altitude (Urban et al. 1986), mais elle peut aussi s’adapter à la forêt secondaire dense, surtout dans les zones marécageuses (Madge & McGowan 2002).

## Alimentation
Cet oiseau recherche sa nourriture en grattant la litière de feuilles en quête d’invertébrés, d'insectes, de petits mollusques et de matières végétales telles des graines, des pousses et des bulbes (Urban et al. 1986).

## Mœurs
Cet oiseau farouche est difficile d’approche. Les rares observations font état de couples ou de petits groupes comptant jusqu’à six individus. Il semble mener une existence très retirée. Il a été observé en train de se nourrir sur le tapis de feuilles en association avec la pintade de Pucheran Guttera pucherani (Hennache & Ottaviani 2011).

## Voix
Le cri territorial consiste en deux notes fluides, augmentant progressivement en fréquence et en volume, durant de 7 à 10 secondes, parfois de 16 à 20 (Madge & McGowan 2002).

## Nidification
Un seul nid, contenant quatre œufs, avait été trouvé dans une cavité d’arbre à un mètre du sol. Puis Plumptre (1996) a découvert deux nids dans la forêt de Budongo en Ouganda. Ils étaient placés sur le sol à proximité de grands arbres à renforts et partiellement dissimulés par des plantes épiphytes. Le premier, trouvé en août, contenait quatre œufs fauve rosâtre tachetés de brun pâle et de pourpre, de même que le second, découvert en octobre.
Plus récemment, Sande et al. (2000) ont étudié la nidification de cette espèce dans la Réserve de Budongo, en Ouganda. Ils ont trouvé 58 nids dont 91 % étaient situés dans les contreforts des arbres. Le taux moyen d’éclosion était de 27 %. La prédation est la cause principale d’échec de reproduction ; 57 % des nids ont été détruits essentiellement par prédation sur les œufs.

## Statut
L’espèce est considérée comme « en danger » par BirdLife International avec une population estimée entre 50 000 et 100 000 individus sur une aire de distribution évaluée à seulement 1700 km². Elle ne serait plus présente que dans dix lambeaux forestiers de l’est de l’Afrique. Elle souffre essentiellement du bûcheronnage et des éclaircissements de la forêt pour l’exploitation du charbon de bois et la mise en culture des terres. La chasse de subsistance et la collecte d’œufs constituent également une menace en Ouganda, mais à un moindre degré, tandis qu’au Zaïre, même si elle semble contrôlée, la chasse peut poser un problème plus sérieux. Ces menaces sévissent même dans des zones de conservation qui doivent bénéficier ipso facto de cette protection, comme dans la vallée de Semliki dans le parc national des Virunga au Zaïre et dans les réserves forestières de Bugoma et Budongo en Ouganda, et surtout celle de Mabira qui apparaît comme très importante pour la conservation de l’espèce, mais où la population a chuté dramatiquement depuis les années 1970. Un projet de conversion d’une partie de la forêt de Mabira pour la production de canne à sucre était même d’actualité en 2007. Des recherches préliminaires sont cependant nécessaires à la mise en place de plans de conservation (Fuller & McGowan 2003).
BirdLife réclame des études de terrain visant à évaluer la capacité de l’espèce à se disperser d’un lambeau forestier à l’autre, ainsi que des programmes de suivi dans les différentes zones protégées. Il demande également des études ayant pour double objectif d’estimer l’impact de la plante introduite et envahissante Broussonetia papyfera sur la population de la réserve de Mabira et de comprendre pourquoi l’espèce utilise les fourrés d’une autre plante introduite Lantana camara. Pour le Zaïre, il souhaite l’extension du parc national de Virunga en y incluant la partie orientale de la forêt d’Ituri. Enfin, il encourage un écotourisme impliquant les communautés locales et sollicite les villageois à chasser en périphérie de leurs habitations et non en pleine forêt (BirdLife International 2010).

## Dénomination
Lorsque cette espèce était placée dans le genre Francolinus, son nom normalisé CINFO était Francolin de Nahan.